# Clone Wars (cómic)
Clone Wars es una serie de cómics basada en un conflicto ficticio del universo de Star Wars, Periodo de la Reforma de Ruusan.
La gran mayoría de cómics de las Guerras Clon se reunieron en esta serie, que comenzó su edición con el primer recopilatorio en verano de 2003 por la editorial americana Dark Horse. La serie Clone Wars recoge cómics mensuales o especiales de series como Republic, Jedi u Obsession.
En marzo de 2006 las ventas de la serie ascendían a más de 200.000 copias y se planeaba su edición en español para América.

## Historia
Durante tres años las Guerras clon azotaron la galaxia. Los aficionados de la saga que vieron el lanzamiento de la trilogía original se preguntaron acerca de las ellas durante casi veinticinco años.
Estos nueve tomos recopilatorios recogen una gran cantidad de historias y batalla que suelen seguir una línea argumental que las relaciona dentro de plan maestro de los Sith. La mayor parte de ellas tiene como protagonistas a Jedi, muchas de ellas a los conocidos de las películas y sitúan la acción entre El ataque de los clones y La venganza de los Sith.

## Volúmenes
- Clone Wars Volume 1: The Defense of Kamino and other tales

- Clone Wars Volume 2: Victories and Sacrifices

- Clone Wars Volume 3: Last Stand on Jabiim

- Clone Wars Volume 4: Light and Dark

- Clone Wars Volume 5: The Best Blades

- Clone Wars Volume 6: On the Fields of Battle

- Clone Wars Volume 7: When They Were Brothers

- Clone Wars Volume 8: The Last Siege, The Final Truth

- Clone Wars Volume 9: Endgame